# Ekstraklasa mężczyzn w tenisie stołowym 2004/2005
Ekstraklasa mężczyzn w tenisie stołowym 2004/2005 – 68. edycja rozgrywek pierwszego poziomu ligowego mężczyzn w Polsce. Brało w niej udział 10 drużyn.
Triumfatorem rozgrywek została MLKS Odra Röben Głoska Księginice, która w meczach finałowych pokonała GKS Tęczę Poltarex Nowa Wieś Lęborska. Brązowy medal zdobyła ASTS GKS Olimpia Grudziądz.

## System rozgrywek
Rozgrywki prowadzone były z udziałem 10 drużyn i były podzielone na dwie fazy: zasadniczą i play-off.
Faza zasadnicza składa się z dwóch rund. Pierwsza runda rozgrywana jest systemem każdy z każdym. W drugiej rundzie gospodarzami spotkań w drugiej rundzie są drużyny, które w pierwszej rundzie w meczu pomiędzy tymi samymi drużynami grały na wyjazdach. Za zwycięstwo drużyny otrzymują 2 punkty, zaś za porażkę nie otrzymują punktów.
Do fazy play-off awansują 4 drużyny. W półfinałach zostaną rozegrane dwumecze. Pary zostaną ustalone na podstawie tabeli po rundzie zasadniczej (1-4, 2-3). Zwycięzcy półfinałów awansują do finału, gdzie zostanie rozegrany dwumecz, a gospodarzem pierwszego meczu będzie drużyna z niższego miejsca po fazie zasadniczej. Drużyna, która wygra finał otrzyma tytuł Drużynowego Mistrza Polski kobiet, puchar i złote medale, a zespół pokonany w finale otrzyma puchar i srebrne medale. Drużyny, które odpadły w półfinałach, otrzymają brązowe medale. Do 1. ligi spadną dwie ostatnie drużyny po fazie zasadniczej.
Każdy mecz składa się z 3-5 gier rozgrywanych kolejno na jednym stole. Mecz kończy się wraz z uzyskaniem przez jedną drużyn czterech zwycięstw. Układ gier w meczu.
| 1. gra | 2. gra | 3. gra | 4. gra | 5. gra |
| ------ | ------ | ------ | ------ | ------ |
| A–X    | B–Y    | C–Z    | A–Y    | B–X    |

## Kluby
| Klub                                  | Sezon 2003/2004 |
| ------------------------------------- | --------------- |
| ASTS GKS Olimpia Unia Grudziądz       | Wicemistrz      |
| AZS KŚ PŚ Gliwice                     | 4. miejsce      |
| GKS Tęcza Poltarex Nowa Wieś Lęborska | Awans z 1. ligi |
| ISRS Neckermann Culani Warszawa       | 8. miejsce      |
| LKS Pogoń Lębork                      | 5. miejsce      |
| McArthur Morliny Ostróda              | 6. miejsce      |
| MLKS Odra Röben Głoska Księginice     | Mistrz          |
| Pocztex MRKS Gdańsk                   | 7. miejsce      |
| TOP Bolesławiec                       | Awans z 1. ligi |
| ZKS ZSMP Zielona Góra                 | 3. miejsce      |

## Faza zasadnicza
| Poz. | Drużyna                               | M  | Z  | P  | Pojedynki | Punkty |
| ---- | ------------------------------------- | -- | -- | -- | --------- | ------ |
| 1.   | MLKS Odra Röben Głoska Księginice     | 18 | 17 | 1  | 70:14     | 34     |
| 2.   | ASTS GKS Olimpia Unia Grudziądz       | 18 | 14 | 4  | 61:33     | 28     |
| 3.   | GKS Tęcza Poltarex Nowa Wieś Lęborska | 18 | 12 | 6  | 54:37     | 24     |
| 4.   | LKS Pogoń Lębork                      | 18 | 11 | 7  | 55:38     | 22     |
| 5.   | ISRS Neckermann Culani Warszawa       | 18 | 10 | 8  | 48:44     | 20     |
| 6.   | Pocztex MRKS Gdańsk                   | 18 | 10 | 8  | 55:45     | 20     |
| 7.   | McArthur Morliny Ostróda              | 18 | 7  | 11 | 42:53     | 14     |
| 8.   | ZSMP ZKS Zielona Góra                 | 18 | 7  | 11 | 40:55     | 14     |
| 9.   | AZS KŚ PŚ Gliwice                     | 18 | 1  | 17 | 11:69     | 2      |
| 10.  | TOP Bolesławiec                       | 18 | 1  | 17 | 20:68     | 2      |

     Awans do półfinału
     Spadek do 1. ligi

## Play-off
|  |          |                                       |          |                                       |                      |   |   |                                   |       |       |       |       |
|  | Półfinał | Półfinał                              | Półfinał | Półfinał                              | Półfinał             |   |   | Finał                             | Finał | Finał | Finał | Finał |
|  | Półfinał | Półfinał                              | Półfinał | Półfinał                              | Półfinał             |   |   | Finał                             | Finał | Finał | Finał | Finał |
|  |          |                                       |          |                                       |                      |   |   |                                   |       |       |       |       |
|  |          |                                       |          |                                       |                      |   |   |                                   |       |       |       |       |
|  | 1        | MLKS Odra Röben Głoska Księginice     | 4        | 4                                     |                      |   |   |                                   |       |       |       |       |
|  | 1        | MLKS Odra Röben Głoska Księginice     | 4        | 4                                     |                      |   |   |                                   |       |       |       |       |
|  | 4        | LKS Pogoń Lębork                      | 0        | 1                                     |                      |   |   |                                   |       |       |       |       |
|  | 4        | LKS Pogoń Lębork                      | 0        | 1                                     |                      |   | 1 | MLKS Odra Röben Głoska Księginice | 4     | 4     |       |       |
|  |          |                                       |          |                                       |                      |   | 1 | MLKS Odra Röben Głoska Księginice | 4     | 4     |       |       |
|  |          |                                       | 3        | GKS Tęcza Poltarex Nowa Wieś Lęborska | 0                    | 1 |   |                                   |       |       |       |       |
|  | 2        | ASTS GKS Olimpia Unia Grudziądz       | 3        | GKS Tęcza Poltarex Nowa Wieś Lęborska | 0                    | 1 | 0 | 3                                 |       |       |       |       |
|  | 2        | ASTS GKS Olimpia Unia Grudziądz       |          |                                       |                      |   |   |                                   |       |       |       |       |
|  | 3        | GKS Tęcza Poltarex Nowa Wieś Lęborska | 4        | 4                                     |                      |   |   |                                   |       |       |       |       |
|  | 3        | GKS Tęcza Poltarex Nowa Wieś Lęborska | 4        | 4                                     | Mecz o brązowy medal |   |   |                                   |       |       |       |       |
|  |          |                                       |          |                                       |                      |   |   |                                   |       |       |       |       |
|  |          |                                       |          |                                       |                      |   |   |                                   |       |       |       |       |
|  |          |                                       |          |                                       |                      |   |   |                                   |       |       |       |       |
|  | 2        | ASTS GKS Olimpia Unia Grudziądz       | 4        | 4                                     |                      |   |   |                                   |       |       |       |       |
|  | 2        | ASTS GKS Olimpia Unia Grudziądz       | 4        | 4                                     |                      |   |   |                                   |       |       |       |       |
|  | 4        | LKS Pogoń Lębork                      | 0        | 3                                     |                      |   |   |                                   |       |       |       |       |
|  | 4        | LKS Pogoń Lębork                      | 0        | 3                                     |                      |   |   |                                   |       |       |       |       |

### Półfinały
| Gospodarze                            | Wynik       | Goście                                |
| 1. półfinał                           | 1. półfinał | 1. półfinał                           |
| ------------------------------------- | ----------- | ------------------------------------- |
| LKS Pogoń Lębork                      | 0:4         | MLKS Odra Röben Głoska Księginice     |
| GKS Tęcza Poltarex Nowa Wieś Lęborska | 4:0         | ASTS GKS Olimpia Grudziądz            |
| 2. półfinał                           |             |                                       |
| MLKS Odra Röben Głoska Księginice     | 4:1         | LKS Pogoń Lębork                      |
| ASTS GKS Olimpia Grudziądz            | 3:4         | GKS Tęcza Poltarex Nowa Wieś Lęborska |

### Mecz o 3. miejsce
| Gospodarze                 | Wynik | Goście                     |
| -------------------------- | ----- | -------------------------- |
| ASTS GKS Olimpia Grudziądz | 4:0   | LKS Pogoń Lębork           |
| LKS Pogoń Lębork           | 3:4   | ASTS GKS Olimpia Grudziądz |

### Finał
| Gospodarze                            | Wynik | Goście                                |
| ------------------------------------- | ----- | ------------------------------------- |
| GKS Tęcza Poltarex Nowa Wieś Lęborska | 0:4   | MLKS Odra Röben Głoska Księginice     |
| MLKS Odra Röben Głoska Księginice     | 4:1   | GKS Tęcza Poltarex Nowa Wieś Lęborska |

## Medaliści
| Lp. | Drużyna                               |
| --- | ------------------------------------- |
| 1.  | MLKS Odra Röben Głoska Księginice     |
| 2.  | GKS Tęcza Poltarex Nowa Wieś Lęborska |
| 3.  | ASTS GKS Olimpia Grudziądz            |